# 爱沙尼亚快报
《爱沙尼亚快报》是爱沙尼亚於1989年創辦的周報。在2018年，《爱沙尼亚快报》推行自家的音樂排行榜，該榜單僅發布2年，於2020年9月宣布停止。

## 外部連結
- 官方网站